# Magdi Allam

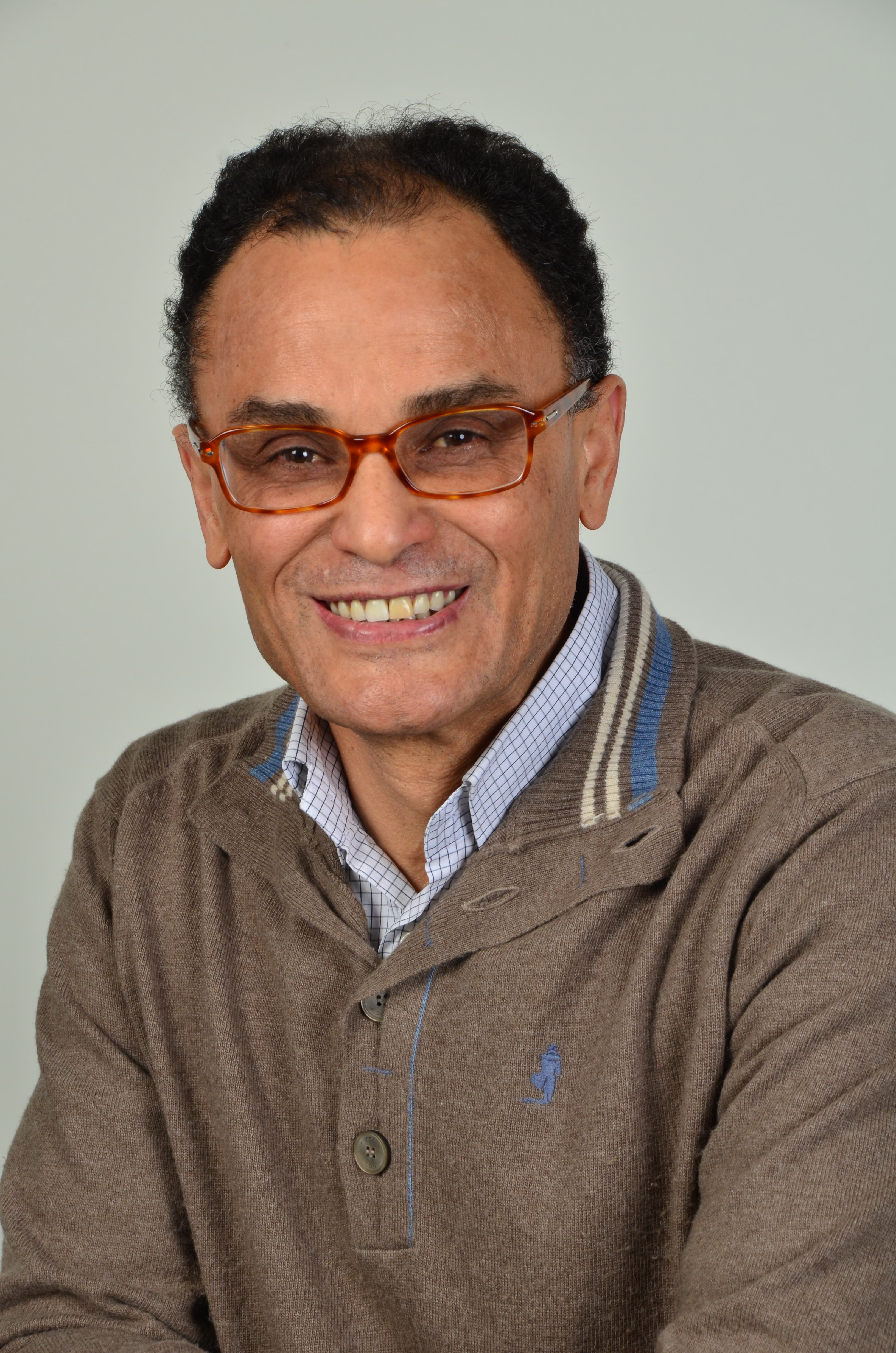
Magdi Allam

Magdi Cristiano Allam (arabisch مجدي علام, DMG Maǧdī ʿAllām; * 22. April 1952 in Kairo) ist ein italienischer Journalist und Autor ägyptischer Herkunft, der durch seine Artikel und Bücher über das Verhältnis der westlichen zur islamischen Welt auf sich aufmerksam machte.

## Leben
Als Kind besuchte Allam auf Wunsch seiner tiefreligiösen muslimischen Mutter ein ägyptisches Internat, wo er sich zunehmend mit westlicher Kultur und Zivilisation auseinandersetzte. Als Erwachsener entschied er sich dafür, nach Italien auszuwandern. „Ich muss gehen, Ägypten ist ein großes Gefängnis und ich suche die Freiheit“, schrieb er in einem seiner Bücher.
Seinen Abschluss in Soziologie erlangte Allam an der Universität La Sapienza in Rom. Nachdem er bereits bei zahlreichen italienischen Zeitungen – darunter der Tageszeitung La Repubblica – gearbeitet hatte, wechselte er zur größten und ältesten italienischen Zeitung Corriere della Sera, für die er unter anderem Kommentare verfasst.
In seinem Werk „Vincere la paura“ (Die Furcht besiegen) berichtet Magdi Allam über die Zeit, als er von bewaffneten Sicherheitskräften bewacht werden musste, weil er auf Grund seiner scharfen Kritik an palästinensischen Selbstmordattentätern von der radikal-islamischen Hamas Morddrohungen erhalten hatte.
2006 erhielt Allam, der für seine kritische Haltung gegenüber dem Islam in Italien bekannt ist, den Dan-David-Preis für sein journalistisches Engagement für Verständnis und Toleranz zwischen den Kulturen.
Allam ist verheiratet mit einer Katholikin. Das Paar hat einen jüngeren Sohn und zwei erwachsene Kinder aus einer früheren Ehe. In der Osternacht 2008 ließ er sich von Papst Benedikt XVI. taufen und änderte seinen Namen in Magdi Cristiano Allam. Yusuf al-Qaradawi erklärte den Umstand, dass dies öffentlich und vor laufenden Kameras geschah, als feindlichen Akt gegenüber dem Islam. Am 25. März 2013 gab Magdi Allam in einem offenen Brief seinen Austritt aus der katholischen Kirche bekannt. Er schrieb, dass er zwar Christ bleibe, dass aber die Kirche zu schwach sei gegenüber dem Islam: « È una autentica follia suicida il fatto che Giovanni Paolo II si spinse fino a baciare il Corano il 14 maggio 1999.» (deutsch „Es ist eine authentische selbstmörderische Verrücktheit, dass Johannes Paul II. so weit ging, am 14. Mai 1999 den Koran zu küssen.“).

## Politik
Am 30. November 2008 rief Magdi Allam die Partei Io amo l’Italia („Ich liebe Italien“) ins Leben.
Allam wurde bei der Europawahl am 7. Juni 2009 auf der Liste der christdemokratischen UDC ins Europäische Parlament gewählt. Er war stellvertretender Vorsitzender der Fraktion Europa der Freiheit und der Demokratie und Mitglied im Ausschuss für Verkehr und Fremdenverkehr sowie in der Delegation für die Beziehungen zu Israel. 2010 beendete er die Zusammenarbeit mit den Christdemokraten aus Protest dagegen, dass sie im Rahmen der Europäischen Volkspartei mit der islamisch-konservativen türkischen AKP zusammenarbeiten.
2013 beteiligte er sich an der politischen Initiative „Werkstatt für Italien“ (Officina per l’Italia), die sich im März 2014 an der nationalkonservativen Partei Fratelli d’Italia – Alleanza Nazionale beteiligte. Allam kandidierte für Fratelli d’Italia bei der Europawahl 2014. Die Partei konnte jedoch nur 3,7 Prozent und damit keinen Parlamentssitz erreichen.

## Veröffentlichungen (vor 2008)
- Diario dall’Islam (Tagebuch des Islam), Mondadori, 2002, ISBN 88-04-50478-1.
- Bin Laden in Italia. Viaggio nell’Islam Radicale (Bin Laden in Italien. Eine Reise durch den radikalen Islam), Mondadori, 2002, ISBN 88-04-51416-7.
- Jihad in Italia. Viaggio nell’Islam Radicale (Dschihad in Italien. Eine Reise durch den radikalen Islam), Mondadori, 2002, ISBN 88-04-52421-9.
- Saddam. Storia Segreta di un Dittatore (Saddam. Die geheime Geschichte eines Diktators), Mondadori, 2002, ISBN 88-04-52756-0.
- Kamikaze made in Europe, Mondadori, 2004, ISBN 88-04-54449-X.
- Vincere la paura (Die Furcht besiegen), Mondandori, 2005, ISBN 88-04-55605-6.
- Io amo l’Italia. Ma gli italiani la amano? (Ich liebe Italien. Aber lieben es die Italiener?), Mondadori, 2006, ISBN 88-04-55655-2.
- Viva Israele, Mondadori, 2007.